# 아파치 스톰
아파치 스톰(Apache Storm)은 주로 클로저 프로그래밍 언어로 작성된 분산형 스트림 프로세싱 연산 프레임워크이다.
Nathan Marz와 BacType의 팀이 개발하였으며 이 프로젝트는 트위터에 의해 인수된 뒤 오픈 소스화되었다. 사용자가 만든 spout와 bolt를 사용하여 정보원과 조작부를 정의함으로써 스트리밍 데이터의 일괄, 분산 처리를 가능케 한다. 초기 릴리스는 2011년 9월 17일 출시되었다.

## 개발
| 버전                        | 출시일           |
| --------------------------- | ---------------- |
| 2.4.0                       | 2022년 3월 25일  |
| 2.3.0                       | 2021년 9월 27일  |
| 2.2.0                       | 2020년 6월 30일  |
| 2.1.0                       | 2019년 10월 31일 |
| 1.2.3                       | 2019년 7월 18일  |
| 2.0.0                       | 2019년 5월 30일  |
| 1.2.2                       | 2018년 6월 4일   |
| 1.1.3                       | 2018년 6월 4일   |
| 1.2.1                       | 2018년 2월 19일  |
| 1.2.0                       | 2018년 2월 15일  |
| 1.1.2                       | 2018년 2월 15일  |
| 1.0.6                       | 2018년 2월 14일  |
| 1.0.5                       | 2017년 9월 15일  |
| 1.1.1                       | 2017년 8월 1일   |
| 1.0.4                       | 2017년 7월 28일  |
| 1.1.0                       | 2017년 3월 29일  |
| 1.0.3                       | 2017년 2월 14일  |
| 0.10.2                      | 2016년 9월 14일  |
| 0.9.7                       | 2016년 9월 7일   |
| 1.0.2                       | 2016년 8월 10일  |
| 1.0.1                       | 2016년 5월 6일   |
| 0.10.1                      | 2016년 5월 5일   |
| 1.0.0                       | 2016년 4월 12일  |
| 0.10.0                      | 2015년 11월 5일  |
| 0.9.6                       | 2015년 11월 5일  |
| 0.9.5                       | 2015년 6월 4일   |
| 0.9.4                       | 2015년 3월 25일  |
| 0.9.3                       | 2014년 11월 25일 |
| 0.9.2                       | 2014년 6월 25일  |
| 0.9.1                       | 2014년 2월 10일  |
| 역사적 (아파치가 아닌) 버전 | 출시일           |
| 0.9.0                       | 2013년 12월 8일  |
| 0.8.2                       | 2013년 1월 11일  |
| 0.8.1                       | 2012년 9월 6일   |
| 0.8.0                       | 2012년 8월 2일   |
| 0.7.0                       | 2012년 2월 28일  |
| 0.6.0                       | 2011년 12월 15일 |
| 0.5.0                       | 2011년 9월 19일  |

## 같이 보기
- 람다 아키텍처
- 메시지 전달
- OpenMP
- OpenCL
- 병렬 컴퓨팅
- 스레드 (컴퓨팅)